# Gromadka
Gromadka (niem. Gremsdorf) – wieś w Polsce, położona w województwie dolnośląskim, w powiecie bolesławieckim, w gminie Gromadka. 
Siedziba gminy Gromadka i największa wieś gminy. Liczy 2029 mieszkańców, z czego 51% stanowią kobiety, a 49% mężczyźni. Według danych archiwalnych pochodzących z Narodowego Spisu Powszechnego Ludności i Mieszkań w 2002 roku we wsi Gromadka było 701 gospodarstw domowych. Wśród nich dominowały gospodarstwa zamieszkałe przez dwie osoby – takich gospodarstw były 164.
W latach 1954–1972 wieś należała i była siedzibą władz gromady Gromadka. W latach 1975–1998 wieś administracyjnie należała do województwa legnickiego.
W 1988 roku do Gromadki przyłączono sąsiednią wieś Grodzanowice (do 1945 Greulich).

## Integralne części wsi
| SIMC    | Nazwa     | Rodzaj    |
| ------- | --------- | --------- |
| 1003992 | Przedwsie | część wsi |

## Historia
Pierwsza źródłowa wzmianka na temat miejscowości Gremsdorf została wymieniona w dokumencie rady miejskiej Bolesławca z 1554 r. Przez pierwsze wieki swojego istnienia leżała w dobrach lenna zamkowego w Bolesławcu. Powstanie osady wiąże się z eksploatacją rudy darniowej oraz pierwszymi okolicznymi kuźnicami i hutami. W 1845 r. wieś posiadała 1 młyn, 1 wiatrak, 1 tartak, 1 cegielnię, 6 karczm oraz 15 zakładów rzemieślniczych. Liczba ludności wsi w ówczesnym okresie kształtowała się na poziomie 490 osób. 
W 1859 roku Johann Gottlieb Wiedermann zakupił stary zakład hutniczy w Grodzanowicach i na jego podwalinach zbudował hutę z wielkim piecem. Odlewnia żelaza, a po wojnie żeliwa, pracowała jako przedsiębiorstwo państwowe, praktycznie nieprzerwanie do 2002 r. Obecnie teren należy do prywatnego właściciela. 
W 1913 wieś otrzymała połączenie kolejowe, w latach 30. XX wieku Gromadka i Grodzanowice liczyły łącznie 2200 mieszkańców.

## Zabytki
Na listę zabytków Narodowego Instytutu Dziedzictwa wpisany jest kościół ewangelicki, obecnie rzymskokatolicki parafialny pw. Matki Bożej Częstochowskiej.
Jest to neogotycki kościół zbudowany w latach 90. XIX w. Do 1945 r. służył ewangelikom. Na wieży kościoła warto przyjrzeć się dwóm dzwonom wykonanym ze spiżu w latach 1902 i 1911 – jeden z tych dzwonów został przywieziony przez reemigrantów z Jugosławii, natomiast drugi dzwon, po wojnie, został zabrany z kościoła w Wierzbowej i do dziś nie został zwrócony (podobnie jak, służące za ozdoby, piszczałki organowe).